# Pietro Sigismondi
Pietro Sigismondi (* 23. Februar 1908 in Villa d’Almè, Provinz Bergamo, Italien; † 25. Mai 1967) war ein Kurienerzbischof der römisch-katholischen Kirche.

## Leben

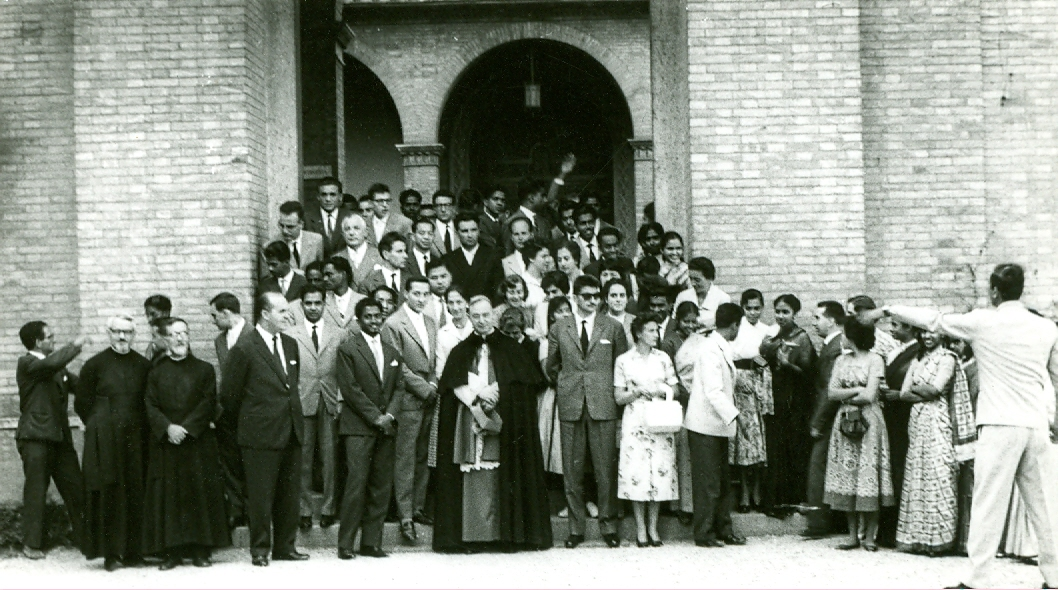
Erzbischof Pietro Sigismondi (Mitte vorne) als Sekretär der Kongregation Propaganda Fide (Juli 1958)

Pietro Sigismondi empfing am 15. August 1930 das Sakrament der Priesterweihe für das Bistum Bergamo. Ab 1932 studierte er an der Päpstlichen Diplomatenakademie.
Am 16. Dezember 1949 ernannte ihn Papst Pius XII. zum Titularerzbischof von Neapolis in Pisidia und bestellte ihn zum Apostolischen Delegaten in der Republik Kongo und in Ruanda. Der Präfekt der Kongregation für die Glaubensverbreitung, Pietro Kardinal Fumasoni Biondi, spendete ihm am 8. Januar 1950 die Bischofsweihe; Mitkonsekratoren waren der Sekretär der Kongregation für die Evangelisierung der Völker, Kurienerzbischof Celso Costantini, und der Offizial im Staatssekretariat des Heiligen Stuhls, Kurienerzbischof Angelo Rotta. Am 27. September 1954 ernannte ihn Pius XII. zum Sekretär der Congregatio de Propaganda Fide. Bereits am 9. Dezember desselben Jahres erfolgte die Ernennung zum Konsultor des Heiligen Offiziums.
Pietro Sigismondi nahm an der zweiten, dritten und vierten Sitzungsperiode des Zweiten Vatikanischen Konzils teil, dessen Vorbereitungskommission er seit Juli 1960 angehört hatte.